# Moisés Vivanco
Moisés Serafín Vivanco Allende (Ayacucho, Perú, 7 de febrero de 1918-Barcelona, España, 20 de septiembre de 1998) fue un músico, compositor, arreglista, mánager y director de orquesta peruano nacionalizado estadounidense. Miembro de la Sociedad de Folklore de Washington y miembro honorario de sociedades similiares en México y Argentina, considerado como una de las máximas figuras del folclor andino inca. En la década 1950, un retrato suyo fue puesto en la Galería del Albert Hall de Londres (sólo cada 50 años se elige un destacado músico).

## Biografía y carrera musical

### 1918-1928: primeros años
Nació el 7 de febrero de 1918 en Huamanga, Perú (Ayacucho). Sus padres fueron Hipólito J. M. Vivanco Jiménez y Virginia Allende Navarro. Fue el quinto de siete hermanos. Estudió en escuelas privadas y públicas. Durante su niñez, recibió clases de charango por parte de su tío, Armando Allende.

### 1928-1939: inicios de su trayectoria en Lima
Su primera aparición pública fue a los 10 años de edad en Ayacucho, durante un evento musical donde se eligió a artistas para que representaran a su región en el Concurso de Música y Bailes Nacionales de Amancaes en Lima. Su participación con el charango fue aclamada por el Jurado y se le integró a la delegación de la Estudiantina Típica de Ayacucho. En junio de 1928, la estudiantina llegó a Lima. El 20 de junio de 1928, el diario La Prensa hizo un concierto en plena vía pública, donde Vivanco actuó junto a la Orquesta Típica "Ayacucho", en dúo con otro grupo de Áncash. El 22 de junio de 1928 se realizó el concierto final del concurso en Lima. Vivanco participó allí como parte de la Estudiantina Típica de Ayacucho. El 28 y 29 de junio y 1 de julio de 1928 se presentaron en el Teatro Municipal de Lima. Vivanco tocó música andina ante el presidente Augusto B. Leguía. El 12 de julio de 1928 en la Municipalidad del Rímac se repartieron los premios a quienes ganaron el concurso. El Comercio publicó la lista de triunfantes, donde se mencionaron a la Estudiantina Típica de Ayacucho y sus otorgadas medallas de oro y plata y diplomas. Vivanco obtuvo una medalla de plata y un diploma y regresó a Ayacucho. En su permanencia en Ayacucho aprendió lecciones de guitarra enseñadas por el compositor ayacuchano Telésforo Felices. En 1929 a pedido del público, Vivanco dedicó con su guitarra un tema folclórico ayacuchano al guitarrista clásico Osmán del Barco.
En 1934 tuvo a su primer hijo, Guillermo Vivanco Candia. El 18 de enero de 1935 viajó a Lima con la Estudiantina Típica Ayacuchana como integrante guitarrista de la agrupación para el Concurso Nacional de Cantos, Bailes y Trajes Regionales de la IV Celebración de la Fundación de Lima. En abril de 1935 tocó en Radio Nacional en dúo a la guitarra con el apurimeño Miguel Ángel Casas. En setiembre de 1935 formó parte de un trío musical llamado Casas, Vivanco, Gálvez. El 10 de setiembre de 1935, el trío se presentó en Radio Nacional e interpretó: «Una lágrima», «Si dos con el alma», «Amor del indio» y «Melgar». En 1936, Vivanco decidió quedarse en Lima para continuar con su carrera. En 1936 la revista Cascabel consideró a Vivanco como un «discípulo» de Miguel Casas. El 23 de setiembre de 1936, Vivanco actuó como solista de guitarra en una audición musical en homenaje a Ayacucho en Radio Nacional y tocó los temas: la marcha «Adelante muchachos», «Alverjas Son», el vals «Te vi y te amé» y el yaraví «Mercedes». En octubre de 1936, José María Arguedas a través de la revista Palabra hizo un artículo dedicado a Vivanco, con el título de «Moisés Vivanco, buen intérprete de la música nacional». En 1936, Vivanco organizó un conjunto y lo llamó Lira Ayacuchana, pero no logró obtener éxito. El 16 de diciembre de 1936, Vivanco y Luis E. Cavero se presentaron en una programación de Radio Nacional, con el título de «Los virtuosos de la música nacional». Interpretaron, en dúo, el vals «Teresita», el Foxtrot incaico «Cuando el indio llora», el yaraví «La fuerza del destino», la danza «Huarma Cuyay», el huaino «El Obrerito» y la marinera «La chica que me quiera».  El 7 de mayo de 1937 en la inauguración del centro de arte La Pascana, el trío «Morales - Gallegos - Vivanco» tocó piezas típicas peruanas. En 1938 Vivanco formó el trío Los Estudiantes, junto a los universitarios Roberto Zimic y Carlos González. En julio de 1938 en Callao, Vivanco fue contratado por Alejandro Beoutis para que prepare un número artístico para su hija Élida. Mientras ensayaba en la casa de la familia Beoutis, conoció a Yma Súmac. Súmac tarareó el huaino y Vivanco exclamó: «Oye chiquilla, tienes una voz espléndida». Vivanco decidió incluirla para el número musical. El 16 de agosto de 1938, Vivanco, Súmac y Élida Beoutis se presentaron en el Festival de San Jerónimo. El 12 de diciembre de 1938, el trío Los Estudiantes fue portada de la revista Voces en Ondas. El medio declaró que Vivanco también estudiaba Ciencias Sociales en la universidad. El trío logró ingresar al concurso Buscando Estrellas de Radio Nacional. La agrupación tuvo popularidad en Lima y en provincias. A finales de 1938, Vivanco creó el trío Santillán - Wetzell - Vivanco, y desde el 20 al 25 de diciembre de 1938, el conjunto participó en una programación de Radio Nacional.
En junio de 1939, Vivanco siguió tocando también como solista. El 4 de julio de 1939, Vivanco, por su capacidad a la guitarra, reemplazó al músico Ángel Santillán en el Trío de Cuerdas de Radio Nacional. Conformado por el compositor y laudista Nicolás Wetzell, el músico y cantante Álcides Carreño y el guitarrista Moisés Vivanco. El diario La Prensa declaró que Vivanco era mejor como solista. Para este entonces, Vivanco se había convertido en una figura radial. El 29 de julio de 1939, se presentó con su conjunto Lira Ayacuchana. El 25 de agosto de 1939, la revista Alta Voz lo llamó «Folklorista Nacional» y «nuevo maestro». El 15 de setiembre de 1939, Alta Voz elogió al Trío de Cuerdas, denominándolo como «un conjunto valioso».

### 1939-1942: Conjunto Folklórico Peruano e Yma Súmac
El 21 de diciembre de 1939, dejó el terno y usó poncho, ojotas, chullo, formando el Conjunto Folklórico Peruano, e hizo que cada integrante vistiera andino. El repertorio de esta nueva banda consistió en música de la costa y la sierra peruana (desde Cajamarca hasta Puno). Estuvo conformado inicialmente por artistas como Florencio Coronado Gutiérrez, Jacinto Pebe Pueyrredón, Mauro Núñez y demás. Vivanco escogió a diferentes referentes musicales de todas partes de Perú. Gracias a los contactos que hizo, pudo realizar el primer recital de la agrupación, con el auspicio de Rafael Larco Herrera y de El Comercio, en «Sala Entre Nous», ubicado en el Jirón Belén en Cercado de Lima. La recepción del concierto fue negativa pues la audiencia femenina limeña abandonó la sala a mitad de la función, teniendo un rechazo racista, en señal de protesta ante la temática musi autóctona  a de la presentación. En 1940, Vivanco regresó a Radio Nacional para preparar a la cantante Violeta Castro, quien adoptó el seudónimo artístico de «Chasca Ñawi». La vocalista enfermó gravemente y falleció. Finalmente, Vivanco decidió por incluir al conjunto a Yma Súmac, con el sobrenombre de «Imma Sumack». El 22 de junio de 1940, a través de Alta Voz, Vivanco publicó su composición, el vals «Madre». En junio de 1940, Vivanco siguió presentándose en Radio Nacional con las hermanas Gamarra. El 2 de abril de 1941, La Noche publicó acerca de su actuación con el Conjunto Folklórico Peruano en Radio Nacional y brindó la siguiente reseña:
Hay en Radio Nacional un elemento que se preocupa verdaderamente por la difusión de nuestro folklore nacional. Se trata Moisés Vivanco. Escuchamos anoche a su conjunto y hemos comprobado sus progresos, que cada día se acrecientan más. Moisés Vivanco es además de guitarrista, un buen compositor.
El 8 de abril de 1941, la agrupación interpretó nuevamente en Radio Nacional. El conjunto estuvo dividido en dos partes (Grupo A y B), Vivanco era el director en ambas, Súmac, la vocalista del Grupo A, mientras que las hermanas Gamarra y Humberto Sánchez lo fueron en el Grupo B. Los instrumentalistas folclóricos Mauro Núñez, Florencio Coronado, César Gallegos, Antonio Pantoja y demás, pertenecieron al Grupo A; Félix Dongo fue el único músico en el Grupo B. El 31 de mayo de 1941, Alta Voz expresó: «El grupo autóctono de Moisés Vivanco, constituye la expresión auténtica de una raza que grita su emoción en las notas de su música singular y peruanísima». El 22 de junio de 1941, la banda se presentó en el salón de actos del diario La Crónica, donde estuvo presente el actor estadounidense Douglas Fairbanks, Jr. El 24 de junio de 1941, la agrupación tocó en la Pampa de Amancaes y La Crónica resaltó la presencia de Súmac. El 13 de julio de 1941, el conjunto interpretó el vals «Porfiria» de Felipe Pinglo Alva en Radio Nacional. La revista Dial publicó un controversial artículo en modo de protesta contra el locutor de la radio por llamar «programa de música mestiza» a la presentación del Conjunto Folklórico Peruano, expresando textualmente que: «Es una vergüenza que se trate así a nuestra música en RADIO NACIONAL». Para el 3, 4 y 5 de octubre de 1941, Vivanco organizó fechas y actuó con su banda en el Teatro Municipal de Lima, en conjunto con la participación de los Morochucos de Ayacucho. El anuncio publicitario del último concierto fue protagonizado por la actriz hollywoodense, Grace Moore, abrazando a Vivanco y a Súmac, a quienes alentó en hacer una gira por Estados Unidos con su apoyo. En esta ocasión sólo se presentó el Grupo A del conjunto, con dos violinistas y bailarines incluidos. Vivanco tocó sus composiciones, el pasacalle cajamarquino, «Cholo Traicionero», la danza del altiplano, «K'ori Canastitay» (ambas interpretadas vocalmente por Súmac) y la tonada morochuca de fiesta, «Atipanacuy (El que puede más)». También acompañó a la guitarra a Súmac con la canción morochuca «Sol Primaveral». Alta Voz publicó una reseña acerca de los conciertos: «Ya hemos exaltado la vibrante y exquisita personalidad de ese maravilloso artista que es Moisés Vivanco, amoroso cultor de un arte único y redivivo y cuya esforzada labor en favor de la melodía autóctona de nuestro Perú ha venido a fructificarse, por fin, en esta magnífica presentación escénica que un público enfervorizado y ardientemente nacionalista ha aplaudido con delirio.» El entonces Presidente de la República, Manuel Prado Ugarteche, presenció la presentación. Los recitales resultaron ser todo un éxito, por lo que el 10 de octubre de 1941 se realizó una cuarta presentación en el mismo teatro. Esta vez Vivanco interpretó únicamente «Cholo Traicionero» (vocales y danza por Súmac). El 23 de diciembre de 1941, el Conjunto Folklórico Peruano volvió a tocar en Radio Nacional. El 9 de enero de 1942, la agrupación se presentó en un evento caritativo por los damnificados de un huaico en Huaraz, interpretando algunos temas originarios de Áncash.

### 1942-1945: Compañía Peruana de Arte y gira por Latinoamérica
En 1942, la banda obtuvo un contrato para actuar en Radio Belgrano en Buenos Aires, Argentina, por lo que hicieron funciones de despedida en los cines Broadway y Apolo en Lima. El 19 de mayo de 1942 se presentaron en el Teatro Municipal de Lima. De Conjunto Folklórico Peruano pasó a llamarse Compañía Peruana de Arte, teniendo a Yma Súmac como figura principal. Vivanco, antes de salir del país, envió una carta de despedida a su tierra natal, Ayacucho:
De mi parte como hijo de Huamanga seré portavoz del alma de la raza nacional, haré conocer la cultura musical de nuestro Perú, con la misma expresión de su sentimiento y de su historia... Vamos con varios paladines del arte, con la bella "Ima Sumaq". Vamos dispuestos a conseguir el triunfo para el Perú...
El 6 de junio de 1942, Vivanco se casó civilmente con Súmac en Arequipa y la compañía debutó en el Teatro Municipal de Arequipa. También se presentaron en los estudios de Radio Landa. El 8 de junio de 1942, El Deber resaltó las interpretaciones de «Cholo Traicionero» y «Carnaval Arequipeño», calificando a las funciones del conjunto de «triunfantes». Mencionó sobre una futura gira en La Paz, Bolivia. Posteriormente viajaron vía aérea a Argentina, donde tocaron por primera vez en suelo extranjero en Radio Belgrano. El 15 de diciembre se estrenó la película chilena-argentina, P'al Otro Lao, donde la agrupación apareció tocando un tema folclórico con Súmac como voz principal, acompañada por unos danzantes de las tijeras, siendo la primera participación de los integrantes en el cine. Finalizando 1942, la Compañía Peruana de Arte se presentó en Teatro Colón. El 22 de enero de 1943, La Crónica afirmó que una chilena estuvo haciéndose pasar por peruana, reemplazando a Súmac, cantando junto a Vivanco. También declaró que Vivanco se apropió de composiciones ajenas, como los vals «Melgar» de Benigno Ballón Farfán y «La palizada» de Alejandro Ayarza Morales, entre otros. Incluso mencionó sobre protestas debido a estas acciones. En mayo de 1943, la banda llegó a Brasil y tocaron en el Casino de Urca en Río de Janeiro. También se presentaron en Santos, Säo Paulo y Porto Alegre. Esta gira por Brasil duró tres meses. El 31 de julio de 1943, La Crónica señaló que recibió grabaciones musicales provenientes de Buenos Aires, precisamente una era de Vivanco y nuevamente siguió la polémica sobre la suplantación de la autoría original de la composición, «editada musicalmente», «Danza del Amor», que en realidad es «La Benita» de Benigno Ballón. En enero de 1944 se lanzó Melodías peruanas: Álbum de 7 composiciones para piano del folklore peruano por Moisés Vivanco, y el grupo dio concierto en la inauguración del Palacio Quitandinha en Brasil.

### 1957-1958: Divorcio
En mayo de 1958, se divorció de Yma Súmac.

### 1990-1998: últimos años
Moisés falleció en 1998, en su casa en Barcelona, España, a causa de su avanzada edad y complicaciones en su garganta.[cita requerida]

## Vida personal
Con 16 años de edad tuvo un romance con Micaela Candia y producto de esa relación nació su primer hijo, Guillermo Vivanco Candia, en 1934. Tras las condiciones que pusieron los padres de Yma Súmac, el 6 de junio de 1942 se casó civilmente con la cantante en Yanahuara, Arequipa.

### Juicio por paternidad no reconocida a Moisés Vivanco
La causa principal que provocó su divorcio fue por una denuncia hecha el 28 de julio de 1955 por Maureen Shea de 21 años de edad (exsecretaria de Yma Súmac durante su gira The Yma Sumac Concert Tour) dirigida a Vivanco por no reconocer la paternidad de sus dos hijas gemelas extramatrimoniales Mary y Marie de 9 meses de edad, exigiendo una mensualidad de más de 5 mil dólares actuales. Súmac al enterarse sufrió de una crisis nerviosa y terminó en cuidado clínico y sedada en su hogar en Cheviot Hills. El 1 de agosto de 1955, Súmac ya recuperada y con los cargos denegados en contra de Vivanco, salió ante los medios en compañía de Vivanco, afirmando que le cree y que está de su lado. El 12 de octubre de 1955, se volvió a abrir el caso y Shea exigió nuevamente una pensión alimenticia de más de 5 mil dólares actuales mensuales para sus gemelas de 9 meses de edad. El 4 de noviembre de 1955, Vivanco aceptó pagar la manutención a través de la Corte Superior de Los Ángeles. Dijo que esto no afectaría a su defensa.
El juicio se prolongó hasta el 11 de enero de 1957 y Vivanco en dicha fecha admitió haber tenido intimidad con Maureen Shea, pero insistió en no reconocer a las gemelas. Shea testificó que fue contratada para trabajar también como secretaria de Vivanco, pero que terminó convirtiéndose en su amante. Vivanco la contradijo diciendo que acudió a sus servicios para que haga tareas domésticas y sea niñera de Papuchka Charlie. También declaró él seguía amando a Súmac y que Shea le contó que estaba casada con alguien llamado Bob. El 17 de enero de 1957, Vivanco es declarado por la ley como padre de las gemelas Mary y Marie. El juez superior dictaminó que Shea presentó «un caso muy sólido», mientras que la evidencia de Vivanco fue «débil y no convincente». Shea afirmó haber sido la amante en el lapso de 1952 hasta 1954, y que el 4 de octubre de 1954, las pequeñas nacieron en la ciudad de Dallas. Resaltó que Vivanco había reconocido su paternidad durante el embarazo y cuando las niñas ya habían nacido, pero que mostró una actitud totalmente contraria durante el juicio. Vivanco acusó a Shea de haber tenido intimidad con otros hombres, incluso mencionó el nombre de un supuesto Roberto Carlos Martínez, pero no negó sus cartas de amor dedicadas para Shea, las cuales fueron introducidas como pruebas por parte de la demandante. Finalmente, se hizo las pruebas de sangre. El laboratorio aprobó la posibilidad de que Vivanco sea el padre biológico. En medio de todo este episodio, según Vivanco, Súmac estuvo en Perú, ya que su madre se encontraba mal de salud.

## Controversias

### Cambio de apellido
El apellido materno de Vivanco apareció como «Navarro» en su partida de matrimonio de 1942, y no «Allende» como actualmente se le conoce, decidiendo declarar a su madre como «Virginia Navarro». En los documentos de bautizo de sus hermanos también ocurrió el mismo problema, pues en algunas se escribió «Virginia Allende» y en otras «Virginia Navarro».

## Discografía
Álbumes de estudio
- Inca Taqui (1953)

Recopilaciones
- Melodías peruanas: Álbum de 7 composiciones para piano del folklore peruano por Moisés Vivanco (1944)